# Maricopodynerus permandibularis
Maricopodynerus permandibularis är en stekelart som beskrevs av Richard Mitchell Bohart 1948. Maricopodynerus permandibularis ingår i släktet Maricopodynerus och familjen Eumenidae. Inga underarter finns listade i Catalogue of Life.